# 8e cérémonie des Australian Film Critics Association Awards
La 8e cérémonie des Australian Film Critics Association Awards (AFCA Awards), décernés par l'Australian Film Critics Association, a eu lieu en 1er mars 2014 et a récompensé les meilleurs films réalisés l'année précédente.

## Palmarès

### AFCA Film Awards

#### Meilleur film
- Mystery Road
  - Gatsby le Magnifique (The Great Gatsby)
  - The Rocket
  - The Railway Man
  - The Turning

#### Meilleur réalisateur
- Ivan Sen pour Mystery Road
  - Baz Luhrmann pour Gatsby le Magnifique (The Great Gatsby)
  - Catriona McKenzie pour Satellite Boy
  - Kim Mordaunt pour The Rocket
  - Jonathan Teplitzky pour The Railway Man

#### Meilleur acteur
- Aaron Pedersen pour le rôle de Jay Swan dans Mystery Road
  - Leonardo DiCaprio pour le rôle de Jay Gatsby dans Gatsby le Magnifique (The Great Gatsby)
  - Sitthiphon Disamoe pour le rôle d'Ahlo dans The Rocket
  - Colin Firth pour le rôle d'Eric Lomax dans The Railway Man
  - Damon Herriman pour le rôle de Reg Morgan dans 100 Bloody Acres

#### Meilleure actrice
- Nicole Kidman pour le rôle de Patricia Wallace dans The Railway Man
  - Anna McGahan pour le rôle de Sophie dans 100 Bloody Acres
  - Carey Mulligan pour le rôle de Daisy Buchanan dans Gatsby le Magnifique (The Great Gatsby)
  - Sharni Vinson pour le rôle de Kathy Jacquard dans Patrick
  - Naomi Watts pour le rôle de Lil dans Perfect Mothers (Adoration)

#### Meilleur acteur dans un second rôle
- Hugo Weaving pour le rôle de Johnno dans Mystery Road
  - Charles Dance pour le rôle du docteur Roget dans Patrick
  - Joel Edgerton pour le rôle de Tom Buchanan dans Gatsby le Magnifique (The Great Gatsby)
  - Thep Phongam pour le rôle de Purple dans The Rocket
  - Angus Sampson pour le rôle de Lindsay Morgan dans 100 Bloody Acres

#### Meilleure actrice dans un second rôle
- Rose Byrne pour le rôle de Rae dans The Turning
  - Elizabeth Debicki pour le rôle de Jordan Baker dans Gatsby le Magnifique (The Great Gatsby)
  - Isla Fisher pour le rôle de Myrtle Wilson dans Gatsby le Magnifique (The Great Gatsby)
  - Loungnam Kaosainam pour le rôle de  dans The Rocket
  - Tasma Walton pour le rôle de  dans Mystery Road

#### Meilleur scénario
- Mystery Road – Ivan Sen
  - 100 Bloody Acres – Colin Cairnes et Cameron Cairnes
  - The Railway Man – Frank Cottrell Boyce et Andy Patterson
  - The Rocket – Kim Mordaunt
  - The Turning – Les scénaristes du film

#### Meilleure photographie
- Mystery Road – Ivan Sen
  - Gatsby le Magnifique (The Great Gatsby) – Simon Duggan
  - The Railway Man – Garry Phillips
  - The Rocket – Andrew Commis
  - The Turning – Les chefs opérateurs du film

#### Meilleur film étranger en anglais
- Django Unchained  États-Unis
  - Frances Ha  États-Unis
  - Gravity  États-Unis  Royaume-Uni
  - The Place Beyond the Pines  États-Unis
  - Upstream Color  États-Unis

#### Meilleur film en langue étrangère
- Amour  Autriche  France
  - Blancanieves  Espagne  France
  - La Chasse (Jagten)  Danemark
  - L'Inconnu du lac  France
  - No  Chili  Mexique  États-Unis

#### Meilleur film documentaire
- Stories We Tell
  - The Act of Killing (Jagal)
  - Blackfish
  - The Gatekeepers (שומרי הסף)
  - The Imposter
  - Twenty Feet From Stardom

### AFCA Writings Awards
- Ivan Hutchinson Award du meilleur article sur le cinéma australien : « Launching The Rocket: Beyond the Typical Australian Film » pour The Rocket – Glenn Dunks
- Meilleur article sur le cinéma non-australien : « THROUGH THE MIND: Paul Thomas Anderson’s The Master » pour The Master – Scott MacLeod
- Meilleure critique de film australien : The Great Gatsby – Simon Miraudo
- Meilleure critique de film non-australien : To The Wonder – Simon Di Berardino

## Statistiques

### Nominations multiples
8 : Gatsby le Magnifique (The Great Gatsby)
7 : Mystery Road, The Rocket
6 : The Railway Man
4 : 100 Bloody Acres, The Turning
2 : Patrick

### Récompenses multiples
6 : Mystery Road